# المضة
المضة : إحدى مراكز محافظة طريب. تقع في جنوب المحافظة على مسافة 30 كيلاً، ويقطنها 7644 نسمة ، وتأسس المركز عام 1371هـ ويتميز بسوق شعبي شهير يعرف بسوق المضة ويقام كل يوم سبت منذ أكثر من 60 عامًا ويوجد بها قرية المضة القديمة وتحتوي على العديد من القصور الآثرية ومسجد تاريخي ويوجد بها سد مياه وبها وادي المضة المتفرع من وادي طريب ووادي أم نبهان وكانت تمتاز بوفرة النخيل سابقًا وفي الآونة الاخيرة مع قلة وفرة المياه قلة الزراعة بنسبة كبيرة . وبها من الدوائر الحكومية: إدارة قطاع صحي، مستشفى عام، دفاع مدني، فرع زراعي، محكمة، بلدية، مركز هيئة، جمعية دعوة، جمعية خيرية، إدارة أمن طرق طريق أبها الرياض،  شرطة، مكتب بريد.